# پائولو کینتروس
پائولو کینتروس (اسپانیایی: Paolo Quinteros‎؛ زادهٔ ۱۵ ژانویهٔ ۱۹۷۹) بازیکن بسکتبال اهل آرژانتین است.
وی در مسابقات کشوری و بین‌المللی در مجموع برندهٔ ۳ مدال طلا، ۴ مدال نقره، ۳ مدال برنز شده است.